# Aleksandr Gavrílovich Golovkin
El conde Aleksandr Gavrílovich Golovkin (en ruso: Александр Гаврилович Головкин; Moscú, 1689-La Haya, 1760) fue un noble y diplomático ruso, Consejero Privado Activo y embajador del Imperio ruso en Prusia, Francia y Holanda.

## Biografía

### Infancia y educación
Aleksandr Golovkin nació en 1689 en Moscú en la familia del que sería futuro canciller, Gavril Golovkin y su esposa, Domna Dívova. Su hermano menor fue Mijaíl Golovkin. El 19 (30) de noviembre de 1700 presenciaría junto a su padre la batalla de Narva. Junto a su hermano Iván fue enviado en 1704 de viaje de estudios al extranjero bajo la supervisión de Piotr Kurbátov. Tras pasar dos años aproximadamente en Leipzig y Berlín, en 1707 visitaron París y regresaron al Imperio ruso pasando por Holanda, Viena, Hungría y Valaquia.

### En el servicio diplomático de Pedro I
En 1708 entró al servicio de la corte del zar, inicialmente trasladando los despachos de Pedro el Grande a sus embajadores y generales. Asimismo estaba encargado del registro de las comunicaciones de los embajadores rusos en Europa y traducía al ruso las ediciones científicas que estos hacían llegar a palacio. En 1709 acompañó al zar a sus entrevistas con los rey polaco Augusto II y prusiano Federico I.
En 1710 fue asignado, junto al kniaz Yuri Trubetskói, al servicio del zarévich Alekséi Petróvich y en su nombre fue, en noviembre de ese año, a Brunswick a negociar su matrimonio con la princesa Carlota Cristina de Brunswick-Wolfenbüttel. Al año siguiente, 1711 fue designado embajador plenipotenciario en la corte prusiana, con la misión de influir para que Prusia se pusiera del lado de Rusia en la Gran Guerra del Norte, en lo que fracasó. Ese mismo año, asistiría en Torgau a los esponsales del zarévich con la princesa Carlota.
Se le encargó en 1714 la comunicación de la amonestación de parte de Pedro I y dirigida a Augusto II de Polonia, en Dresde, por haber este último disuelto el ejército sajón. En 1715 firmaría por parte rusa la el tratado por lo que tanto el Imperio ruso como el reino de Prusia se comprometían a unir sus esfuerzos para la expulsión de las tropas suecas de Alemania. Se reuniría en 1717 en Brandenburgo con el zar Pedro y su esposa Catalina Alekséyevna, provenientes de su visita a Ámsterdam.
La alianza ruso-prusiana estuvo en peligro en 1719 por las negociaciones de un pacto secreto entre Prusia y Suecia, y Golovkin no actuó con eficiencia en relación con este problema. Por ello, se envió a Berlín a un diplomático más decidido, Piotr Tolstói, gracias al que en 1721 se consiguió ratificar el tratado de amistad entre Rusia y Prusia.

### Consejero Privado y senador
Dos años después, en 1723, sería recibido con solemnidad por Pedro I en San Petersburgo y nombrado Consejero Privado y senador (puesto en el que se mantendría como "senador ausente" hasta 1730). Ese mismo año sería enviado de vuelta a Berlín para las negociaciones de los esponsales -que no se llevarían a cabo- entre Ana Ioánnovna y el margrave de Brandenburgo. En 1727 fue nombrado por Pedro II Consejero Privado Activo y, junto con el kniaz Borís Kurakin, fueron representantes plenipotenciarios del Imperio ruso en el congreso de Cambrai.

### Servicio diplomático en Francia y Holanda
Entre 1729 y 1731 tomó parte en el Congreso de Soissons -continuación del Congreso de Cambrai-, con el objetivo de conseguir el reconocimiento del título imperial para Rusia y el retorno del ducado de Schleswig  al dominio del duque de Holstein (véase Cuestión de Gottorp). No tuvo éxito en su miesión. Durante este período ejerció como embajador ruso en Francia, residiendo en París y acercándose a Soissons con ocasión de las sesiones del Congreso.
A continuación, en 1731 fue transferido al puesto de embajador en Holanda, gracias a la influencia de su hermano Mijaíl, por quien la nueva zarina Ana sentía una veneración especial. Con la regencia de Ana Leopóldovna, entre 1740 y 1741, la influencia de su hermano creció aún más, consiguiendo para Aleksandr las condecoraciones de las órdenes de San Alejandro Nevski y San Andrés.
Tras el ascenso al trono de Isabel I, Mijaíl cayó en desgracia. No obstante, Aleksandr conservaría su cargo en Holanda y las condecoraciones recibidas en el reinado anterior. Sin embargo, en 1743, a raíz del asunto Lopujiná, en el que se vio envuelto su hermana Ana Gavrílovna, disminuyó la confianza en él de la emperatriz, por lo que, aunque conservó su cargo, perdió las condecoraciones anteriores, a pesar de la protección del canciller Alekséi Bestúzhev-Riumin.

### Últimos años
En 1748 sería enviado al Congreso de Aachen con la intención de influir en su resultado, pero el resto de potencias asistentes al Congreso rechazaron la intervención rusa. Tras el arresto del canciller Bestúzhev-Riumin en 1758 supuso la retirada de la credencial de embajador a Golovkin en 1759. Golovkin, enfermo, retrasó su salida, y la corte imperial rusa envió de nuevo una orden categórica para su regreso a Rusia. Sin embargo esta orden llegó a la La Haya tras la muerte del diplomático, acaecida el 4 de noviembre de 1760 en esa ciudad, tras haberse convertido al protestantismo.

## Familia

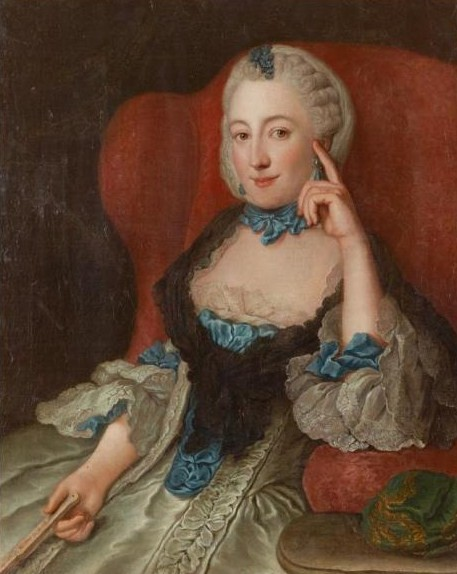
Condesa María von Kameke, nacida Golóvkina e hija de Aleksandr Golovkin.

En 1715, Golovkin contrajo matrimomnio en Stralsund con la condesa Katharina Dohna, nieta del administrador del principado de Orange. Fue la primera unión matrimonial entre la aristocracia rusa y la europea occidental. La madre de la recién casada, lady Helen McCarthy, pertenecía a la alta aristocracia irlandesa, pues su padre era el Earl de Clancarty, su abuelo fue Earl de Kildare y su bisabuelo, el primer Earl of Cork. El matrimonio tuvo varios hijos, aunque la mayoría murió en su infancia. De entre ellos destacan:
- María (1718—1797), casada con el conde Friedrich von Kameke (1711—1769).
- Iván (1723—1791), embajador plenipotenciario ruso en Danzig. Se casó con Cornelia van Strijen (1727 — 1795).
- Natalia (1728—1778), casada con B. von Schmettau.
- Piotr (1727[2]—1787) tras la muerte de su padre se trasladó a Prusia. En 1766 tomó la nacionalidad prusiana y el título de conde. Contrajo matrimonio con Federica Enriqueta von Kameke.[2]
- Gavril (Gavril-Mari-Ernest) (1731—1800), sería padre de Fiódor Golovkin.
- Aleksandr (1732—1781), padre de Yuri Golovkin, último representante masculino de esta línea de la familia Golovkin. Junto a su hermano Piotr, tomó la nacionalidad prusiana en 1766 y se le reconocieron los privilegios de conde. Se casó con Wilhelmina-Justina von Mosheim (fallecida en 1824).[2]